# Francisco Pérez González (Erzbischof)

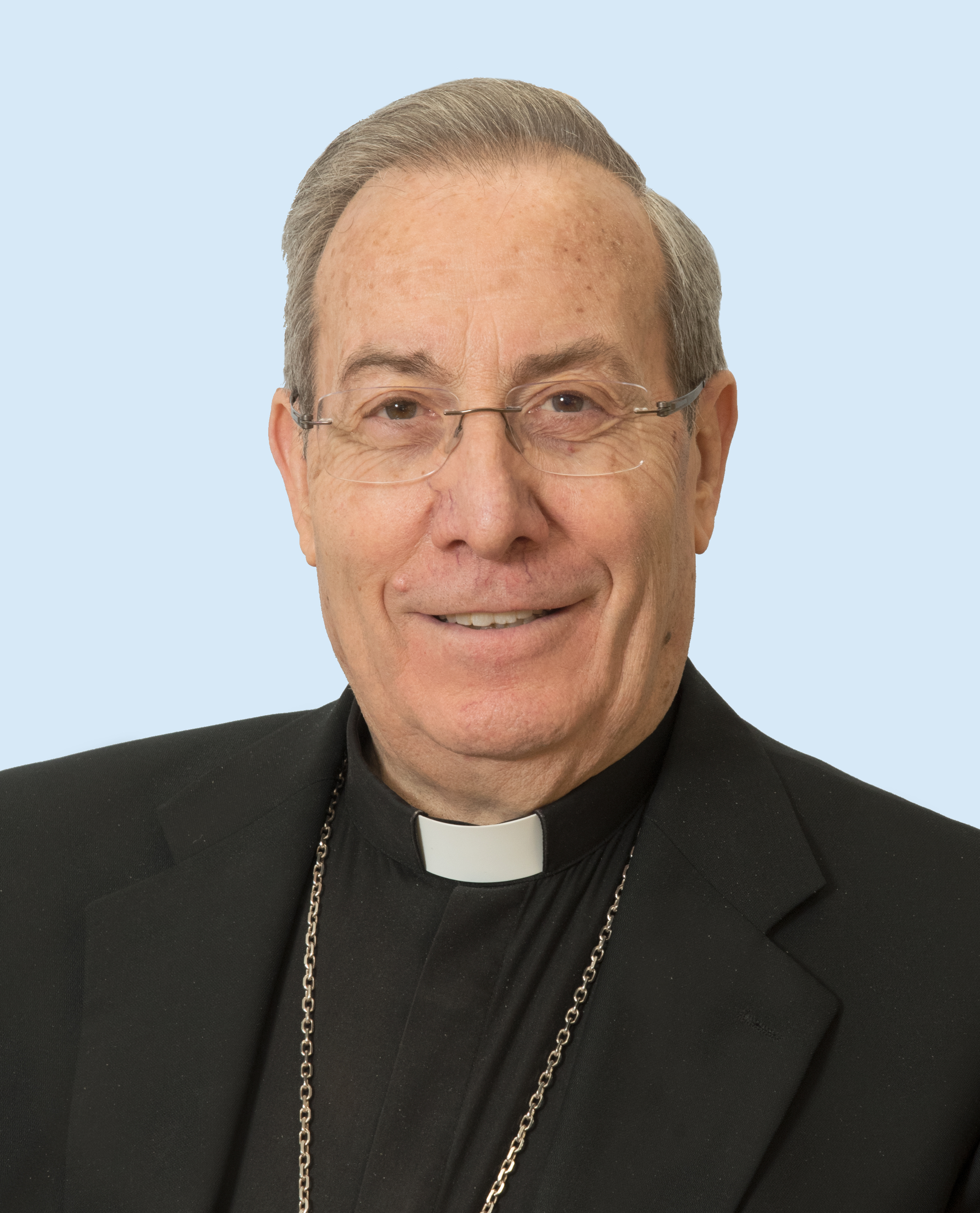
Erzbischof Francisco Pérez González

Erzbischofswappen

Francisco Pérez González (* 13. Januar 1947 in Frandovínez, Spanien) ist ein spanischer Geistlicher und emeritierter römisch-katholischer Erzbischof von Pamplona y Tudela.

## Leben
Francisco Pérez González empfing am 21. Juli 1973 das Sakrament der Priesterweihe für das Erzbistum Burgos.
Am 16. Dezember 1995 ernannte ihn Papst Johannes Paul II. zum Bischof von Osma-Soria. Johannes Paul II. persönlich spendete ihm am 6. Januar 1996 die Bischofsweihe; Mitkonsekratoren waren die Kurienerzbischöfe Giovanni Battista Re, Offizial im Staatssekretariat des Heiligen Stuhls, und Jorge María Mejía, Sekretär der Kongregation für die Bischöfe. Johannes Paul II. ernannte ihn am 30. Oktober 2003 zum Militärerzbischof von Spanien. Am 31. Juli 2007 ernannte ihn Papst Benedikt XVI. zum Erzbischof von Pamplona y Tudela.
Vom 12. Februar bis zum 17. Dezember 2022 war Francisco Pérez González zudem Apostolischer Administrator des vakanten Bistums San Sebastián.
Papst Franziskus nahm am 9. November 2023 seinen altersbedingten Rücktritt an.